# Rhacaplacarus discrepus
Rhacaplacarus discrepus är en kvalsterart som först beskrevs av Wojciech Niedbała 1982.  Rhacaplacarus discrepus ingår i släktet Rhacaplacarus och familjen Phthiracaridae. Inga underarter finns listade i Catalogue of Life.